# Светско првенство у скоковима у воду 2015 — даска 3 м синхронизовано за жене

Такмичење у скоковима у воду за жене у дисциплини даска 3 метра синхронизовано на Светском првенству у скоковима у воду 2015. одржано је 25. јула 2015. године као део програма Светског првенства у воденим спортовима. Такмичења су се одржала у базену Казањског центра водених спортова у граду Казању (Русија).
Учествовало је укупно 38 такмичарки из 19 земаља, а титулу светског првака из 2013. успешно је одбранио кинески пар Минсја/Тингмао.

## Освајачи медаља
|                               | Резултат |                                    | Резултат |                                        | Резултат |
|                               |          |                                    |          |                                        |          |
| Кина · Ши Тингмао · Ву Минсја | 351,30   | Канада · Џенифер Абел · Памела Вер | 319,47   | Аустралија · Саманта Мајлс · Естер Ћин | 304,20   |

## Земље учеснице
На такмичењу је учествовало укупно 38 такмичарки из 19 земаља. Свака од земаља имала је право да учествује са једним паром.
| - Аустралија (1) - Бразил (1) - Велика Британија (1) - Италија (1) - Јужна Африка (1) | - Јужна Кореја (1) - Канада (1) - Кина (1) - Мађарска (1) - Малезија (1) | - Мексико (1) - Немачка (1) - Порторико (1) - Русија (1) - САД (1) | - Украјина (1) - Финска (1) - Холандија (1) - Хрватска (1) |

## Резултати
Квалификације у којима је учествовало 38 парова из 19 земаља одржале су се 25. јула са почетком у 10:00 часова по локалном времену. Такмичење се одвијало у укупно 5 серија скокова, а пласман у финале остварило је 12 најбоље пласираних парова. Финале је одржано нешто касније истог дана са почетком у 19:30 часова по локалном времену.
Напомена: Такмичари у табели означени зеленом бојом остварили су пласман у финале преко квалификација.
| ПЛ. | Држава           | Такмичари                           | Квалификације | Квалификације | Финале | Финале |
| ПЛ. | Држава           | Такмичари                           | Бодова        | Плас.         | Бодова | Плас.  |
| --- | ---------------- | ----------------------------------- | ------------- | ------------- | ------ | ------ |
|     | Кина             | Ши Тингмао Ву Минсја                | 312,90        | 01.           | 351,30 | 01.    |
| 2   | Канада           | Џенифер Абел Памела Вер             | 302,01        | 02.           | 319,47 | 02.    |
| 3   | Aустралија       | Саманта Мајлс Естер Ћин             | 291,90        | 03.           | 304,20 | 03.    |
| 04. | Украјина         | Анастасија Недобига Викторија Кесар | 281,49        | 06.           | 302,85 | 04.    |
| 05. | Италија          | Тања Кањото Франческа Делапе        | 280,77        | 07.           | 302,43 | 05.    |
| 06. | Русија           | Надежда Бажина Кристина Илињук      | 282,50        | 05.           | 297,30 | 06.    |
| 07. | Mексико          | Аранча Чавез Мелани Ернандез        | 273,93        | 10.           | 296,19 | 07.    |
| 08. | Малезија         | Нг Јен Ји Нур Дабита Сабри          | 274,11        | 09.           | 294,66 | 08.    |
| 09. | САД              | Абигејл Џонстон Лора Рајан          | 275,40        | 08.           | 292,50 | 09.    |
| 10. | Велика Британија | Алиша Благ Ребека Галантри          | 287,40        | 04.           | 286,86 | 10.    |
| 11. | Немачка          | Тина Пунцел Нора Субшински          | 265,50        | 12.           | 278,40 | 11.    |
| 12. | Холандија        | Усхи Фреитаг Инге Јансен            | 273,60        | 11.           | 276,90 | 12.    |
| 13. | Јужна Кореја     | Ким Су-ји Ким На-ми                 | 252,66        | 13.           | ×      | ×      |
| 14. | Порторико        | Џенифер Фернандез Лујза Хименез     | 249,24        | 14.           | ×      | ×      |
| 15. | Јужна Африка     | Никол Џилис Џулија Винсент          | 237,93        | 15.           | ×      | ×      |
| 16. | Финска           | Тајна Карвонен Ира Латунен          | 230,88        | 16.           | ×      | ×      |
| 17. | Мађарска         | Флора Гондош Виле Кормош            | 229,92        | 17.           | ×      | ×      |
| 18. | Бразил           | Тами Такаги Жулијана Велосо         | 228,87        | 18.           | ×      | ×      |
| 19. | Хрватска         | Маја Борић Марцела Марић            | 223,89        | 19.           | ×      | ×      |